# Resolució ES-11/4 de l'Assemblea General de les Nacions Unides
La resolució A/ES-11/4 de l'Assemblea General de les Nacions Unides (denominada oficialment: Integritat territorial d'Ucraïna: defensa dels principis de la Carta de les Nacions Unides) va ser aprovada el 12 d'octubre de 2022, en resposta a l'annexió de territoris ocupats del sud-est d'Ucraïna per part de Rússia.
La resolució condemna el fet que Rússia hagi organitzat «referèndums il·legals» en regions situades dins de les fronteres d'Ucraïna reconegudes internacionalment i l'intent d'annexió de les províncies ucraïneses de Donetsk, Kherson, Luhansk i Zaporíjia després d'haver organitzat aquests referèndums, en considerar-los «una violació de la integritat territorial i la sobirania d'Ucraïna» i «incompatibles amb els principis de la Carta».
La resolució es va adoptar en l'onzena sessió d'emergència de l'Assemblea General. Un total de 44 països van subscriure la resolució, que va ser aprovada amb 143 vots a favor, 5 en contra i 35 abstencions, després de dos dies de discursos dels països membres de les Nacions Unides.
Es tracta de la quarta resolució que adopta l'Assemblea General de l'ONU des de l'inici de la invasió russa d'Ucraïna el 24 de febrer del 2022.

## Votació
En data de 7 d'octubre del 2022, hi havia quatre països morosos que havien complert amb les seves obligacions mínimes de pagament de filiació a l'ONU durant els dos anys previs d'acord amb l'article 19 de la Carta de les Nacions Unides: Comores, São Tomé i Príncipe, Somàlia i Veneçuela. El darrer va perdre el seu dret a vot per al 76è període de sessions i l'11a sessió especial d'emergència mentre que la resta podran votar fins al final del setantè setè període de sessions.
Des de desembre de 2021, Naseer Ahmad Faiq és l'encarregat de negocis —no ambaixador— de l'Afganistan davant l'ONU. L'elecció del govern talibà de l'Afganistan de Mohammad Suhail Shaheen com a ambaixador davant l'ONU segueix sense ser reconeguda.
En circumstàncies similars amb el cas anterior, Myanmar està representat en les Nacions Unides per l'ambaixador Kyaw Moe Tun, membre del govern democràtic derrocat arran d'un cop d'estat en 2021 per part de l'exèrcit del país. La junta militar que en va sorgir va intentar reemplaçar-lo amb el seu propi representant sense èxit.
| Vot       | Quantitat | Estats | % de la votació | % del total de membres de l'ONU |
| --------- | --------- | --- | --------------- | ------------------------------- |
| A favor   | 143       | Afganistan, Albània, Angola, Andorra, Antigua i Barbuda, Argentina, Austràlia, Àustria, Bahames, Bangladés, Bahrain, Barbados, Bèlgica, Belize, Benín, Bhutan, Bòsnia i Hercegovina, Botswana, el Brasil, Brunei, Bulgària, Cap Verd, Cambodja, el Canadà, Txad, Xile, Colòmbia, República Democràtica del Congo, Comores, Costa Rica, Costa d'Ivori, Croàcia, Xipre, República Txeca, Corea del Sud, Dinamarca, Dominica, República Dominicana, Equador, Egipte, Estònia, Fiji, Finlàndia, França, Gabon, Gàmbia, Geòrgia, Alemanya, Ghana, Grècia, Grenada, Guatemala, Guyana, Guinea Bissau, Haití, Hongria, Islàndia, Indonèsia, Iraq, Irlanda, Israel, Itàlia, Jamaica, el Japó, Jordània, Kenya, Kiribati, Kuwait, Letònia, Líban, Libèria, Líbia, Liechtenstein, Lituània, Luxemburg, Madagascar, Malaui, Malàisia, les Maldives, Malta, Illes Marshall, el Marroc, Mauritània, Maurici, Mèxic, Micronèsia, Mònaco, Montenegro, Birmània, Nauru, Nepal, Països Baixos, Nova Zelanda, Nigèria, Níger, Macedònia del Nord, Noruega, Oman, Palau, Panamà, Papua Nova Guinea, Paraguai, el Perú, Filipines, Polònia, Portugal, Qatar, Corea del Sud, Moldàvia, Romania, Ruanda, Saint Christopher i Nevis, Saint Lucia, Saint Vincent i les Grenadines, Samoa, San Marino, Aràbia Saudita, Sèrbia, Seychelles, Sierra Leone, Singapur, Eslovàquia, Eslovènia, Illes Salomó, el Senegal, Somàlia, Espanya, Surinam, Suècia, Suïssa, Timor Oriental, Tonga, Trinitat i Tobago, Tunísia, Turquia, Tuvalu, Ucraïna, Emirats Àrabs Units, Regne Unit, els Estats Units d'Amèrica, Uruguai, Vanuatu, Iemen, Zàmbia. | 78,1%           | 74,1%                           |
| En contra | 5         | Rússia, Belarús, Corea del Nord, Nicaragua i Síria. | 2,7%            | 2,6%                            |
| NS/NC     | 35        | Algèria, Armènia, Bolívia, Burundi, República Centreafricana, República Popular de la Xina, República del Congo, Cuba, Eritrea, Swazilàndia, Etiòpia, Guinea, Hondures, Índia, el Kazakhstan, Kirguizstan, Laos, Lesotho, Mali, Mongòlia, Moçambic, Namíbia, el Pakistan, Sud-àfrica, Sudan del Sud, Sri Lanka, Sudan, Tadjikistan, Tailàndia, Togo, Uganda, Tanzània, Uzbekistan, Vietnam, Zimbàbue. | 19,1%           | 18,1%                           |
| Absents   | 10        | Azerbaidjan, Burkina Faso, Camerun, Djibouti, El Salvador, Guinea Equatorial, Iran, Sao Tomé i Príncipe, Turkmenistan, Veneçuela. | –               | 5,2%                            |
| Total     | 193       | – | 100%            | 100%                            |

## Conseqüències
El president de Madagascar, Andry Rajoelina, va fulminar el seu ministre d'Afers Exteriors després d'haver votat a favor de la resolució ES-11/4. La posició de Madagascar respecte a la guerra russoucraïnesa havia sigut tradicionalment de neutralitat.